# ديفيد ألبا فرنانديز
ديفيد ألبا فرنانديز (بالإسبانية: David Alba Fernández)‏ (5 مايو 1999 في إسبانيا - ) هو لاعب كرة قدم إسباني في مركز الدفاع. لعب مع نادي خيتافي.

## وصلات خارجية
- ديفيد ألبا فرنانديز على موقع قاعدة بيانات كرة القدم.إي يو (الإنجليزية)
- ديفيد ألبا فرنانديز على موقع Soccerway.com (الإنجليزية)